# Age of Wonders
Age of Wonders – strategiczna gra turowa wyprodukowana przez Triumph Studios i Epic Games, a wydana przez Gathering of Developers w 1999. Jest to pierwsza część z serii Age of Wonders.

## Fabuła
W pierwszych wiekach istnienia świata nad magią panował Elven. Po nim na tron wstąpił Inioch, który mądrze równoważył siły mroku i światła do czasu pojawienia się nowej rasy - Ludzi, którzy zwabieni pięknem i potęgą Doliny Cudów, wkroczyli do niej. Inioch wraz ze swoim dworem, został zgładzony. Śmierci uniknął jedynie najstarszy syn Iniocha, Meandor, który uciekł i założył Kult Burz. Po długotrwałej wojnie, na ziemi zapanowuje pokój. W tym samym momencie nad Doliną Cudów zapłonęła gwiazda.